# Persone di cognome Valentini
| Questa pagina contiene informazioni ricavate automaticamente dalle voci biografiche con l'ausilio del template Bio e di un bot. L'aggiornamento è periodico e automatico e ricostruisce completamente la pagina. Se manca una persona in questa lista, sei pregato di non aggiungerla, ma accertati piuttosto che la sua voce biografica contenga il template Bio e che i dati anagrafici siano correttamente compilati. Se il template Bio manca, inseriscilo tu stesso o, in alternativa, metti l'avviso {{tmp\|Bio}} che ne segnala la mancanza. Se i dati riportati sono sbagliati, correggi direttamente la voce biografica; le modifiche saranno visibili in questa lista entro pochi giorni. Per chiarimenti vedi il progetto antroponimi. La lista contiene solo le 66 persone che sono citate nell'enciclopedia e per le quali è stato implementato correttamente il template Bio. Pagina aggiornata al 24 feb 2025. |

Questa è una lista di persone presenti nell'enciclopedia che hanno il cognome Valentini, suddivise per attività principale.

## Allenatori di calcio(1)
- Mauro Valentini, allenatore di calcio e ex calciatore italiano (Viterbo, n. 1964)

## Architetti(1)
- Giuseppe Valentini, architetto italiano (Prato, n. 1752 - Prato, † 1833)

## Arcivescovi cattolici(1)
- Antonio Valentini, arcivescovo cattolico italiano (Chieti, n. 1921 - Pescara, † 2001)

## Artisti(1)
- Giovanni Valentini, artista italiano (Galatina, n. 1939 - Rivergaro, † 2021)

## Astronomi(1)
- Stefano Valentini, astronomo italiano (Roma, n. 1955)

## Attori(1)
- Leopoldo Valentini, attore italiano (Roma, n. 1912 - Roma, † 1983)

## Attrici(1)
- Mariella Valentini, attrice italiana (Milano, n. 1959)

## Attrici pornografiche(1)
- Jessica Rizzo, ex attrice pornografica italiana (Fabriano, n. 1965)

## Calciatori(10)
- Alex Valentini, calciatore italiano (Guastalla, n. 1988)
- Carlo Valentini, calciatore sammarinese (Borgo Maggiore, n. 1982)
- Enrico Valentini, calciatore tedesco (Norimberga, n. 1989)
- Federico Valentini, ex calciatore sammarinese (Città di San Marino, n. 1982)
- Giacomo Valentini, calciatore italiano (Roma, n. 1915 - Roma, † 1982)
- Giacomo Valentini, calciatore sammarinese (San Marino, n. 2001)
- Mauro Valentini, ex calciatore italiano (Viterbo, n. 1973)
- Nahuel Valentini, calciatore argentino (Fighiera, n. 1988)
- Nicolás Valentini, calciatore argentino (Junín, n. 2001)
- Vittorio Valentini, ex calciatore sammarinese (n. 1973)

## Cestisti(3)
- Andrea Valentini, ex cestista e allenatore di pallacanestro italiano (Teramo, n. 1971)
- Fabio Valentini, cestista italiano (Casale Monferrato, n. 1999)
- Jacopo Valentini, ex cestista italiano (Fano, n. 1986)

## Compositori(4)
- Giovanni Valentini, compositore italiano (forse Roma - Napoli, † 1804)
- Giuseppe Valentini, compositore, violinista e poeta italiano (Firenze, n. 1681 - Roma, † 1753)
- Michelangelo Valentini, compositore italiano (Napoli)
- Pietro Francesco Valentini, compositore italiano (Roma - Roma, † 1654)

## Conduttrici televisive(1)
- Isa B, conduttrice televisiva italiana (Firenze, n. 1966)

## Dirigenti sportivi(3)
- Alberto Valentini, dirigente sportivo italiano (Roma, n. 1903)
- Gabriele Valentini, dirigente sportivo e ex calciatore italiano (Cesena, n. 1952)
- Marco Valentini, dirigente sportivo italiano (Macerata, n. 1976)

## Doppiatrici(1)
- Paola Valentini, doppiatrice e dialoghista italiana (Pesaro, n. 1962)

## Fumettisti(1)
- Massimiliano Valentini, fumettista italiano (Torino, n. 1973)

## Giornaliste(1)
- Chiara Valentini, giornalista e scrittrice italiana (Parma, n. 1941)

## Giornalisti(5)
- Attilio Valentini, giornalista italiano (Porto Recanati, n. 1859 - Buenos Aires, † 1892)
- Carlo Valentini, giornalista e scrittore italiano
- Giovanni Valentini, giornalista e scrittore italiano (Bari, n. 1948)
- Massimo Valentini, giornalista italiano (Roma, n. 1929 - Roma, † 1984)
- Oronzo Valentini, giornalista italiano (Bari, n. 1922 - Bari, † 2008)

## Hockeisti in-line(1)
- Riccardo Valentini, hockeista in-line italiano (Civitavecchia, n. 1985)

## Medici(1)
- Michael Bernhard Valentini, medico tedesco (Giessen, n. 1657 - Giessen, † 1729)

## Militari(3)
- Corrado Valentini, militare italiano (Ancona, n. 1901 - Fronte greco-albanese, † 1940)
- Giovanni Valentini, militare italiano (Modigliana, n. 1906 - Monte Picones, † 1937)
- Konstantin Valentini, militare austro-ungarico (Olmütz, n. 1876 - † 1951)

## Nuotatrici(1)
- Antonella Valentini, ex nuotatrice italiana (Roma, n. 1958)

## Patrioti(1)
- Francesco Valentini, patriota e giornalista italiano (Gallipoli, n. 1836 - Pieve di Ledro, † 1866)

## Pilote motociclistiche(1)
- Chiara Valentini, pilota motociclistica, conduttrice televisiva e autrice televisiva italiana (Roma, n. 1975)

## Pittori(2)
- Gottardo Valentini, pittore e decoratore italiano (Milano, n. 1862 - Milano, † 1932)
- Walter Valentini, pittore, scultore e incisore italiano (Pergola, n. 1928 - Milano, † 2022)

## Politiche(1)
- Daniela Valentini, politica italiana (Roma, n. 1948)

## Politici(7)
- Bruno Valentini, politico italiano (Colle di Val d'Elsa, n. 1955)
- Loriano Valentini, politico italiano (Grosseto, n. 1950)
- Luciano Valentini, politico italiano (Canino, n. 1864 - Castiglione del Lago, † 1927)
- Mario Valentini, politico italiano (Perugia, n. 1939)
- Pasquale Valentini, politico sammarinese (Serravalle, n. 1953)
- Valentino Valentini, politico italiano (Bologna, n. 1962)
- Vincenzo Valentini, politico italiano (Canino, n. 1808 - Porretta Terme, † 1858)

## Presbiteri(1)
- Giuseppe Valentini, presbitero, missionario e storico italiano (Padova, n. 1900 - Milano, † 1979)

## Psicologi(1)
- Ernesto Valentini, psicologo e gesuita italiano (Cosenza, n. 1907 - Gallarate, † 1987)

## Sassofonisti(1)
- Massimo Valentini, sassofonista italiano (Urbania, n. 1978)

## Sciatori alpini(1)
- Renato Valentini, sciatore alpino italiano (Villa Rendena, n. 1946 - Tione di Trento, † 2016)

## Scrittori(1)
- Alvaro Valentini, scrittore, poeta e traduttore italiano (Fermo, n. 1924 - Fermo, † 1996)

## Scrittrici(1)
- Maria Rosaria Valentini, scrittrice e poetessa italiana (San Biagio Saracinisco, n. 1963)

## Velocisti(1)
- Lorenzo Valentini, velocista italiano (Rieti, n. 1991)

## Vescovi cattolici(2)
- Cantalicio, vescovo cattolico e umanista italiano (Cantalice - Roma, † 1515)
- Pietro Valentini, vescovo cattolico italiano (Montalcino, n. 1619 - Pitigliano, † 1687)

## Senza attività specificata(2)
- Alfredo Valentini, ex tiratore a volo sammarinese (n. 1946)
- Andrea Valentini, ex pentatleta italiano (Roma, n. 1977)